# Comuna Cujmir, Mehedinți
Cujmir este o comună în județul Mehedinți, Oltenia, România, formată din satele Aurora, Cujmir (reședința) și Cujmiru Mic.

## Demografie
Componența etnică a comunei Cujmir
     Români (84,17%)
     Alte etnii (15,83%)
Componența confesională a comunei Cujmir
     Ortodocși (84,46%)
     Alte religii (0,58%)
     Necunoscută (14,96%)
Conform recensământului efectuat în 2021, populația comunei Cujmir se ridică la 2.754 de locuitori, în scădere față de recensământul anterior din 2011, când fuseseră înregistrați 3.221 de locuitori. Majoritatea locuitorilor sunt români (84,17%). Din punct de vedere confesional, majoritatea locuitorilor sunt ortodocși (84,46%), iar pentru 14,96% nu se cunoaște apartenența confesională.

## Politică și administrație
Comuna Cujmir este administrată de un primar și un consiliu local compus din 13 consilieri. Primarul, Florin Cergă[*], de la Partidul Social Democrat, este în funcție din 2016. Începând cu alegerile locale din 2024, consiliul local are următoarea componență pe partide politice:
|  | Partid                    | Consilieri | Componența Consiliului | Componența Consiliului | Componența Consiliului | Componența Consiliului | Componența Consiliului | Componența Consiliului | Componența Consiliului | Componența Consiliului | Componența Consiliului |
|  | ------------------------- | ---------- | ---------------------- | ---------------------- | ---------------------- | ---------------------- | ---------------------- | ---------------------- | ---------------------- | ---------------------- | ---------------------- |
|  | Partidul Social Democrat  | 9          |                        |                        |                        |                        |                        |                        |                        |                        |                        |
|  | Partidul Național Liberal | 3          |                        |                        |                        |                        |                        |                        |                        |                        |                        |
|  | Alianța Dreapta Unită     | 1          |                        |                        |                        |                        |                        |                        |                        |                        |                        |

## Personalități
- Iulică Ruican (n. 29 august 1971) este un fost canotor român, laureat cu medaliile de aur și argint la Barcelona 1992 la probe de canotaj
- Aladin-Gigi Georgescu (n. 3 octombrie 1974), politician român